# Ганс фон Розен
Га́нс Ро́берт фон Ро́зен (швед. Hans Robert von Rosen нар. 8 серпня 1888, м. Стокгольм, Швеція — † 2 вересня 1952, м. Лідінге, Швеція) — шведський граф, військовослужбовець, економіст, письменник та спортсмен, що спеціалізувався на змаганнях з конкуру та виїздки. Дворазовий переможець літніх Олімпійських Ігор у командному конкурі, бронзовий призер Олімпійських Ігор у індивідуальній виїздці.

## Біографія
Ганс фон Розен був сином полковника камер-юнкера Фредріка Томаса Карла фон Розена та його дружини, баронеси Єви Анни Марії Адельсверд. Після складання іспитів у 1908 році став добровольцем у складі кінної лейб-гвардії. У 1910 році отримав звання молодшого лейтенанта, а чотири роки потому лейтенанта. В період з 1917 по 1919 рік Ганс фон Розен навчався у Стокгольмській школі економіки, де отримав ступінь бакалавра економічних наук. У 1925 році він пішов у відставку з військової служби в ранзі ротмістра. У цивільному житті був консультантом шведської асоціації мисливства у лені Седерманланд, начальником конюшні при суді, володів доволі значною кількістю нерухомості.
Як спортсмен, Ганс фон Розен відомий завдяки участі у двох Олімпійських іграх. У 1912 році в Стокгольмі у складі збірної Швеції він брав участь у командних змаганнях з конкуру, де шведи стали беззаперечними переможцями, випередивши французів та німців. А на Олімпійських іграх 1920 року у Антверпені шведський вершник здобув одразу дві нагороди: «золото» за чергову перемогу у командному конкурі та «бронзу» у індивідуальній виїздці.
Ганс фон Розен був одружений двічі. У 1914 він одружився з Софією Вікстрем, дочкою купця Карла Вікстрема та Матильди Свенссон. Цей шлюб, у якому народилися дві дочки, закінчився розлученням у 1927 році. П'ять років по тому фон Розен одружився з баронесою Еббою Астрід Беате-Софі Аксельдоттер Клінковстрем, у шлюбі з якою також мав двох дочок.

## Спортивні результати[2]

### Конкур
| Рік  | Змагання                    | Місто     | Кінь      | МО | МК |
| ---- | --------------------------- | --------- | --------- | -- | -- |
| 1912 | Літні Олімпійські ігри 1912 | Стокгольм | Lord Iron | —  | 1  |
| 1920 | Літні Олімпійські ігри 1920 | Антверпен | Poor Boy  | —  | 1  |

### Виїздка
| Рік  | Змагання                    | Місто     | Кінь           | МО | МК |
| ---- | --------------------------- | --------- | -------------- | -- | -- |
| 1920 | Літні Олімпійські ігри 1920 | Антверпен | Running Sister | 3  | —  |

## Літературна діяльність
Окрім інших чеснот, Ганс фон Розен володів ще й літературним талантом. З-під його пера вийшли наступні твори:
- Hans von Rosen. Min ryska resa — Stockholm: Hökerberg, 1928.
- Hans von Rosen. Som folk är mest: roman — Stockholm: Hökerberg, 1929.
- Hans von Rosen. I frack och vit halsduk: roman — Stockholm: Hökerberg, 1930.